# Khát vọng thượng lưu
Khát vọng thượng lưu là một bộ phim truyền hình được thực hiện bởi Hãng phim Vietcom do Nguyễn Dương làm đạo diễn. Phim phát sóng vào lúc 21h10 thứ 2, 3, 4 hàng tuần bắt đầu từ ngày 23 tháng 11 năm 2011 và kết thúc vào ngày 29 tháng 2 năm 2012 trên kênh VTV3.

## Nội dung
Khát vọng thượng lưu xoay quanh Hoàng (Bình Minh) là anh diễn viên nghèo vừa tốt nghiệp trường sân khấu điện ảnh đang tập tành vào vai, trong một lần đụng xe đã gặp Phong, một chàng trai giống hệt Hoàng nhưng lại là một công tử nhà giàu, là người đang tham gia quản lý và sắp tiếp nhận một gia sản lớn.

## Diễn viên
- Bình Minh trong vai Phong/Hoàng[3][4]
- Vũ Thu Phương trong vai Lê[5]
- Elly Trần trong vai An[6]
- Nguyễn Dương trong vai Ông Quốc
- Thu Tuyết trong vai Bà Kim
- Nikki Dương Nhật Vi trong vai Ly
- Hiếu Hiền trong vai Tam Mập
- Quốc Thuận trong vai Long Đạo Diễn
- Trung Dân trong vai Ba Lê
- NSƯT Kim Phương trong vai Mẹ Lê
- Tuyết Trinh trong vai Diễm

Cùng một số diễn viên khác....

## Ca khúc trong phim
Bài hát trong phim là ca khúc "Khát vọng thượng lưu" do Nguyễn Đình Vũ sáng tác và thể hiện.

## Giải thưởng
| Năm  | Giải thưởng    | Hạng mục                    | (Người) đề cử | Kết quả   | Tham khảo |
| ---- | -------------- | --------------------------- | ------------- | --------- | --------- |
| 2011 | Giải Cánh diều | Phim truyện truyền hình     | —             | Bằng khen | [ 7 ]     |
| 2011 | Giải Cánh diều | Đạo diễn xuất sắc           | Nguyễn Dương  | Đoạt giải | [ 7 ]     |
| 2011 | Giải Cánh diều | Nữ diễn viên chính xuất sắc | Elly Trần     | Đoạt giải | [ 7 ]     |